# Mojibake

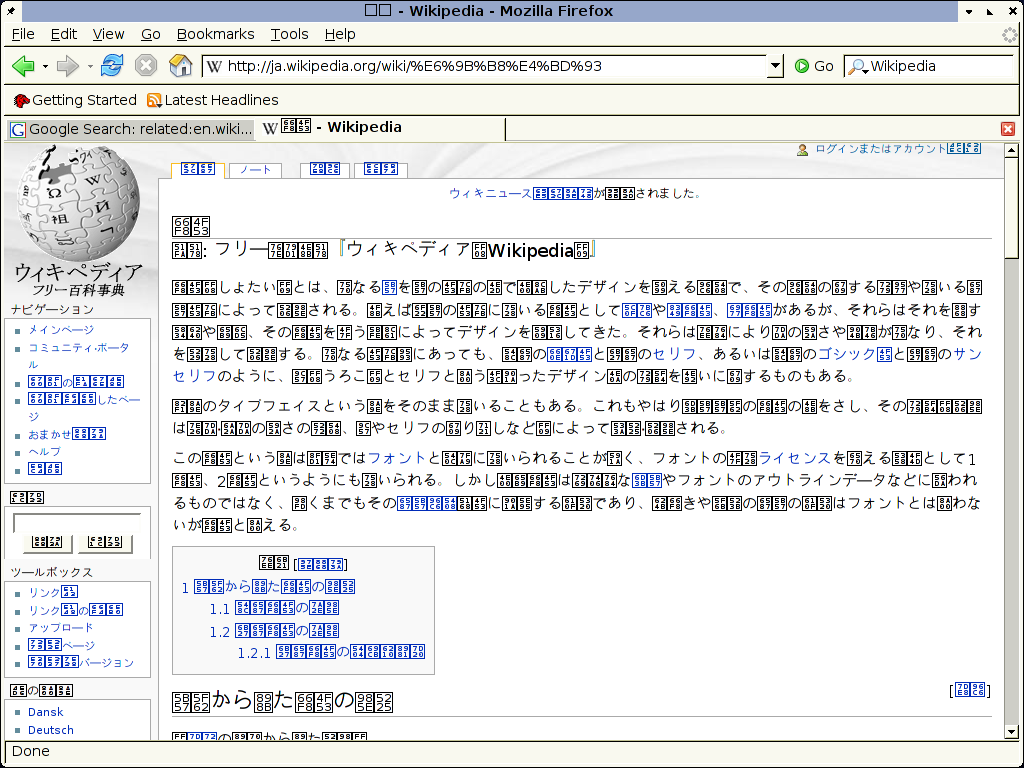
Om en font inte stödjer alla tecken kan texten bli mojibake, som här där fonten saknar kanjin.

Mojibake (文字化け, moji bokstav + bake förklädnad/förvandling) är ett japanskt datorbegrepp. Det står för de trasiga bokstäver ("skräp") som kommer ut när man försöker att se text kodad med viss teckenkodning med programvara som inte är konfigurerad för det.
Exempel: "文字化け" visas som "•¶Žš‰»‚¯"

## Andra språk
Detta problem är inte unikt för japanska, bara svårare i detta fall. Problemet finns eller har funnits för i princip alla språk utöver engelska. På svenska har Å,Ä,Ö kodats på många olika sätt och det har ofta blivit fel. Om textfiler gjorda för DOS lästes i Windows blev åäö till †„”, och alltså smörgås blev sm”rg†s. Med enstaka tecken felkodade gick det ändå att gissa sig till vad som menades. Detta var omöjligt med japansk mojibake, där i princip alla tecken byttes ut (i en japansk standardtext används latinska tecken, romaji bara för utländska namn ).
I Ryssland kallas problemet krokoziabry (Крокозябры), och på bulgariska majmunitsa (маймуница, "aptext"). I dessa språk med kyrilliska tecken blir felkodning också lika fatal och ger i regel en helt oläsbar text. Om till exempel ordet "Крокозябры" sparas med den äldre ryska textkodningen, inte det moderna Unicode, läses det i Västeuropa ut som "ëÒÏËÏÚÑÂÒÙ")

## Exempel på problem, med svenska bokstäver
| Ordet   | kodat som | läses med kodningen | ger resultatet |
| Smörgås | MS-DOS    | Latin-1             | Sm”rg†s        |
| Smörgås | Latin-1   | MS-DOS              | Sm÷rgÕs        |
| Smörgås | mac roman | Latin-1             | SmšrgŒs        |
| Smörgås | Latin-1   | mac roman           | SmˆrgÂs        |
| Smörgås | hp roman  | Latin-1             | SmÎrgÔs        |
| Smörgås | Latin-1   | US-ASCII            | Smvrges        |
| Smörgås | UTF-8     | Latin-1             | SmÃ¶rgÃ¥s      |
| Smörgås | UTF-8     | mac roman           | Sm√∂rg√•s      |

## Källhänvisningar
1. ↑  " 14.5. What is mojibake?". Sljfaq.org. Läst 13 juli 2014. (engelska)